# Paullinia densiflora
Paullinia densiflora är en kinesträdsväxtart som beskrevs av James Edward Smith. Paullinia densiflora ingår i släktet Paullinia och familjen kinesträdsväxter. Inga underarter finns listade i Catalogue of Life.